# Milula
Milula es un género de plantas herbáceas, perennes y bulbosas perteneciente a la subfamilia Allioideae de las amarilidáceas. Comprende una sola especie, Milula spicata.
Está considerado un sinónimo del género Allium.